# CoRoT-5 b
COROT-5b (ранее известная как COROT-Exo-5b) — экзопланета на орбите вокруг звезды COROT-5.

## Характеристики
Планета обнаружена французской миссией COROT в 2008 году. Масса планеты составляет 0,86 массы Юпитера, радиус — 1,2 радиуса Юпитера. COROT-5b находится на расстоянии приблизительно 0,049 а. е. от родительской звезды и совершает полный оборот вокруг неё за 4 суток.